# Русское богатство

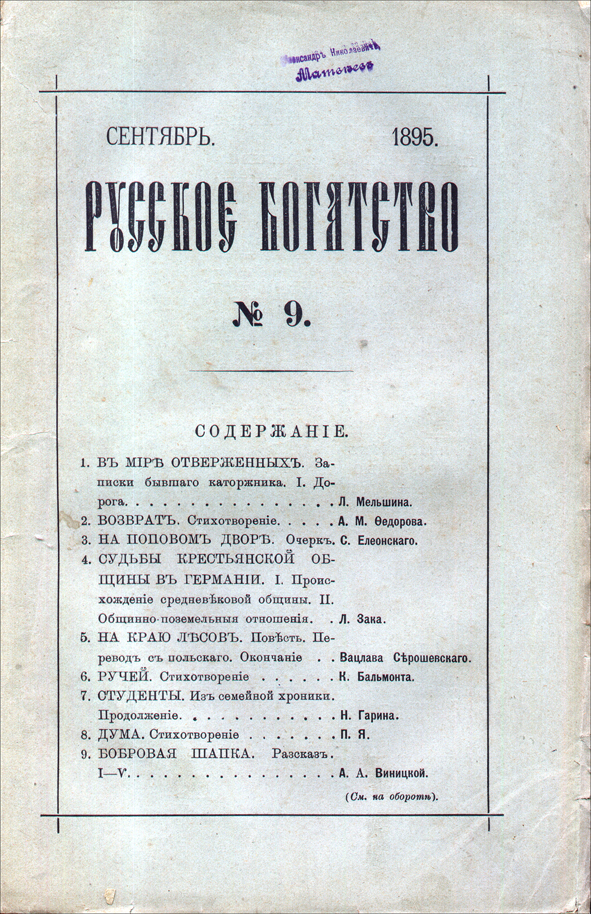
1895

«Ру́сское бога́тство» (укр. Російське багатство) — щомісячний літературний і науковий журнал, що видавався в Санкт-Петербурзі з 1876 по 1918 рік.

## Початок видання
Спочатку називався «Журнал торгівлі, промисловості, землеробства і природознавства» і виходив у Санкт-Петербурзі у 1876—1878 роках три рази на місяць. Видавцем-редактором був М. Ф. Савич, що перетворив його зі свого ж «Листка Сільського Господарства та Природознавства».
Після тривалої перерви, видання з'явилося знову від імені нового видавця і редактора, Д. М. Рибакова, у березні 1879, у вигляді єдиного випуску щомісячного журналу.

## Артільний журнал
Розширення програми журналу пішло лише з переходом журналу у власність С. Н. Бажиновій, яка видавала його під назвою «Російське багатство» з 1880 по 1882 рік. Редактором в цей час був спершу Н. Н. Златовратський, потім П. В. Биков.
У першій фазі свого існування як щомісячного журналу, «Російське багатство» являло собою скромний за обсягом, але симпатичний по загальному характеру орган, який безкорисливо видавався на артільних засадах письменниками-народниками. Участь у ньому брали здебільшого співробітники «Вітчизняних записок» та «Діла»: Н. Ф. Анненський, М. Ф. Бажин і його дружина С. Н. Бажина, В. М. Гаршин, В. А. Гольцев, П. В. Засодімський, Н. Н. Златовратський, С. Н. Кривенко, Н. І. Наумов, Ф. Д. Нефедов, В. І. Орлов, Гліб Успенський, А. І. Ертель, Н. М. Ядрінцев, критик М. А. Протопопов та інші. Н. Н. Златовратський помістив тут свого «Степового Короля Ліра», В. М. Гаршин — «Attalea princeps» і «Люди і війна».
Журнал в цей період досить погано розходився і багатьма вважався посереднім. В ідеологічному відношенні був цікавий тим, що у ньому брали участь «послідовні народники», які повинні були визнати необхідність політичної боротьби, що свідчило про їхній відхід від позицій старого ортодоксального народництва.
Старанно працював в цей час в «Російському багатстві» і починав свою літературну діяльність П. Ф. Якубович.
Однак, незабаром співробітники розбрелися і в 1881 і 1882 роках журнал вели майже виключно П. В. Засодімський, Н. Ф. Бажин і С. Н. Бажина.

## Ліберальний період
Журнал припинився на № 6 за 1882 і потім перейшов у власність Л. Є. Оболенського, який відновив його з січня 1883 і продовжував по 1891 рік включно. У цей період журнал став непоказним ліберальним органом з легким нальотом народництва.
З переходом журналу до Л. Є. Оболенського головним співробітником його стає сам видавець, поміщають тут і романи, і науково-філософські статті, критичні та публіцистичні. Л. М. Толстой дав журналу кілька невеликих морально-публіцистичних статей. Зрідка поміщали статті Н. Я. Грот, Н. І. Карєєв, І. А. КЛЕЙБЕР, В. О. Португалов, Юзов (І. І. Кабліц), Гольдштейн, П. Д. Боборикін, М. К. Цебрікова, Н. А. Рубакін, Ю. І. Безродна, Атава (С. Н. Терпигорєв), І. І. Ясинський, Н. П. Вагнер, Шабельська (А. С. Монтвід) та інші письменники, публіцисти, вчені. Журнал друкував повісті маловідомих письменників, наприклад, «Останні дні» (1889) Олени Зеланд-Дубельт.
У додатку журнал давав переклади наукових і філософських творів — Вундта, Спенсера і інших.

## Повернення до народництва
З переходом в 1892 році «Російського багатства» в руки народників (до гуртка колишніх співробітників «Вітчизняних записок» і до О. Н. Попової) журнал поступово став одним з найбільш поширених і впливових органів друку і за обсягом. Незважаючи на низьку передплатну ціну, він мало поступався іншим «товстим» журналам.
Його видавцями в 1892 р. були: Є. М. Гаршин, Н. В. Михайлівська, потім вона ж і О. Н. Попова; з № 6 за 1895 р. — Н. В. Михайлівська та В. Г. Короленко; з № 4 за 1897 р. замість Н. В. Михайлівській в соіздательство з В. Г. Короленка вступив Н. К. Михайлівський. Відповідальні редактори — П. В. Биков і С. І. Попов. У травні 1899 журнал, хоча і виходить під попередньою цензурою, припинений на 3 місяці за статтю в № 3 про останні заходи по відношенню до Фінляндії.

## Період Михайлівського
До 1895 р. на чолі редакції стояли С. Н. Кривенко і В. П. Воронцов (В. В.), пізніше заснували з О. Н. Поповою «Нове Слово». З 1895 року душею журналу став Н. К. Михайлівський, майже щомісяця він поміщав у ньому (з 1893 р.) науково-критичні та громадські нотатки, під загальним заголовком «Література і життя». До складу редакції входили В. Г. Короленка, Н. Ф. Анненський, А. І. Іванчін-Писарєв.
З белетристів, крім В. Г. Короленко, в «Російському багатстві» 1892—1899 рр. брали участь Н. М. Астирев, Мамін-Сибіряк, Станюкович, Потапенко, Златовратський, Гліб Успенський, Шабельська, Карпов, Засодімський, Дмитрієва, Виницкий, Безродна та ін, а також ряд письменників, які вперше дебютували перед великою публікою. До них можна віднести Л. Мельшіна (псевдонім П. Ф. Якубовича; автор звернув на себе загальну увагу нарисами «У світі знедолених»), Н. Гаріна-Михайлівського («Дитинство Теми», «Гімназисти», «Студенти»), С. Я. Єлпатьєвського, Максима Горького, Вересаєва, Євгенія Чирикова, Є. А. Ганейзера, Авілову, Булигіна та інші.
По відділу критики певний час (1894—1896) діяльним співробітником був М. А. Протопопов. Критичні статті та рецензії поміщали також А. Г. Горнфельд, І. Ф. Гриневич (псевдонім П. Ф. Якубовича), Євген Соловйов та ін. Особливу увагу журнал звертав на питання внутрішнього життя і політико-економічні проблеми. Постійний огляд внутрішнього життя вели спочатку С. Н. Кривенко, пізніше С. Н. Южаков і Н. Ф. Анненський. Окремі статті з питань економіки та внутрішньої політики поміщали В. П. Воронцов (В. В.), В. Г. Яроцький, Н. А. Каблуків, Н. А. Каришев, Б. Ф. Брандт, А. А. Кауфман, Микола-он (Н. Ф. Данієльсон), Л. С. Зак, Б. Ефрусі, А. Пешехонов, Н. А. Рубакін, Ф. А. Щербина, М. Плотніков, А. В. Погожев, Г. І. Шрейдер, М. Б. Ратнер, І. П. Белоконскій, С. Ан-ський (Семен Якимович Раппопорт) та ін.
Відділ іноземної політики спочатку вів В. А. Тімірязєв, потім С. Н. Южаков, який один час вів також «Щоденник Журналіста», в якому звернув на себе увагу своїми нападками на російські підручники.
Великий інтерес представляли собою закордонні кореспонденції «Російського багатства», талановиті та повні живого інтересу («Листи з Франції» і «Листи з Англії» Елеонори Маркс-Евелінг, І. В. Шкловського).
Статті історичного, філософського, природничого змісту поміщали В. В. Лесевич, В. А. Мякотін, П. В. Мокієвський, M. M. Ковалевський, В. І. Семевський, С. А. Венгеров, І. В. Лучицький, H. M. Ядрінцев, І. І. Іванов, А. А. Кизеветтер, Г. Н. Потанін, M. А. Антонович, M. M. Філіппов, П. Б. Струве, В. А. Фаусек, В. В. Водовозов, Є. С. Некрасова та ін.
Крім цього «Російське багатство» публікаціями Михайлівського вело боротьбу як з натуралізмом в мистецтві, так і з тенденціями модернізму і символізму.

## Боротьба з марксизмом
У цей період на сторінках журналу велася активна полеміка з марксизмом. У цій полеміці теоретики народництва остаточно відступили від старих народницьких догм і визнали наявність розвитку в Росії капіталізму і робітничого руху. Проте вони намагалися довести, що інтереси всіх трудящих повністю тотожні, і розвивали концепцію аграрної еволюції. Якщо не рахувати «розколу в нігілістах» 60-х рр., Суперечка народників і марксистів вперше в історії російської інтелігенції носила настільки принциповий, світоглядний характер. Якщо для марксистів він означав спробу виходу з ідеологічного глухого кута 80-х рр., Якусь переоцінку основних цінностей в застосуванні до сформованих історичних умов, то публіцисти журналу "Російське багатство вважали себе єдиними продовжувачами традицій «Вітчизняних записок» і бачили свою роль у перетворенні країни на принципах, успадкованих від ідеології 60 — 70-х років, тобто втілювали собою своєрідну «охоронну» тенденцію в соціальному реформаторстві. Опозиція марксистської ідеології виходила не тільки від «Російського багатства», а й інших органів: від ліберальних журналів «Вісник Європи», «Російська думка», від консервативного «Російського вісника», але, як виявляється з докладного висвітлення цієї полеміки В. І. Леніним у книзі «Що таке» друзі народу «і як вони воюють проти соціал-демократів?», ініціатором і натхненником цього протистояння був саме М. К. Михайлівський і «Русское багатство», що й висунуло журнал у число провідних російських видань. У цій суперечці в усьому блиску виявився потужний полемічний талант Н. К. Михайлівського; на боці «марксистів» була перевага молодої «енергії заперечення» за висловом В. Б. Шкловського. Крім самого Н. К. Михайлівського активну участь у дискусії взяли публіцисти С. Н. Кривенко та С. Н. Южаков, історик Н. І. Карєєв, економісти В. П. Воронцов (В. В.) та Н. Ф. Данієльсон (Микола-он) та ін. З іншого боку в полеміці взяли участь усі великі соціал-демократи: Г. В. Плеханов, В. І. Засулич. У суперечках марксистів і народників, на кілька років стали основним змістом всіх провідних російських журналів, вперше зробили собі ім'я вчені та політики, які зіграли ключову роль в історичних подіях, що відбулися в Росії в найближчі чверть століття: В. І. Ленін, П. Б. Струве, Н. А. Бердяєв, С. М. Булгаков та ін.
У філософському відношенні в «Російському багатстві» розвивалися тенденції зближення з емпіріокритицизмом.

## Літературний відділ
Літературний відділ журналу, по суті, мало відрізнявся від літературних відділів інших провідних журналів того часу за винятком традиційної відсутності модерністів, символістів та інших представників літературних течій, які зароджувалися. Але В. Г. Короленко як літературний редактор відсутність великих літературних імен компенсував великою кількістю якісної перекладної белетристики. Він знайомив читача з творами Бйорнсона, Голсуорсі, Уеллса, Вассермана, Войнич, польських авторів: С.Жеромского, В.Реймонта, М.Конопіцкой, Б.Пруса, А.Струга, Е.Ожешко, що також було традиційним для російських журналів. Згадані вище Н. Г. Гарін, В.Вересаєв, Е.Чіріков, Д. Н. Мамін-Сибіряк, Максим Горький а також А. І. Купрін, К. Д. Бальмонт, І. Бунін, В.Серошевський, активно співпрацювали з журналом в середині 90-х років, з тих чи інших причин вони залишили журнал до кінця 90-х років. Ймовірно, не в останню роль унаслідок ідеологічної поразки народників в суперечці з марксистами. У журналі формується вузьке коло «своїх» авторів: «козачий письменник» Ф. Д. Крюков, поети П. Ф. Якубович, Г.Вяткін, В. В. Башкін, Ада Чумаченко, Віктор Чернов, прозаїки Борис Савінков, (останні двоє — відомі керівники партії есерів) Семен Подьячий, В. В. Муйжель, і деякі інші менш значні автори. Характерно, що їх творчість не несе в собі нічого типово «народницького» в тому розумінні, в якому творили у ту пору. Н. Н. Златовратський і П. В. Засодімський друкувалися на початку століття не в «Російському багатстві», а в інших журналах. Серед найбільш значних «чужих» авторів, що публікувалися перед Жовтневою революцією, варто назвати І. С. Шмельова, І. Еренбурга, П.Романова, А.Неверова, Дем'яна Бєдного.
У 1906 році опальний журнал змушений був змінювати назви
«Російське багатство» за великим рахунком журнал вузькопартійний, його історія — це історія протистояння як правим, так і лівим, історія боротьби з реакцією, беззаконнями, бюрократією, буржуазією, марксистами, толстовцями, декадентами, чорносотенцями, націоналістами, церквою, кадетами, октябристами, соціал-демократами і т. ін. У свідомості сучасників він був цінний саме політичною гостротою виступів, а не літературними шедеврами. Сам В. Г. Короленко помістив у журналі відносно небагато чисто художніх творів. У цьому сенсі показовими його публіцистичні виступи проти націоналістів у «Справі Бейліса» у 1913 р.

## Після двох революцій
Після смерті Михайлівського в 1904 році і Революції 1905 року «Російське багатство» під керівництвом Короленка продовжило дрейф від народництва до лібералізму. Група основних учасників втративши колишню популярність журналу з приєднанням до них А. Б. Петрищева і Ф. Д. Крюкова дотримувалася платформи «народних соціалістів». У цей час роль найбільш помітного (але не найвпливовішого) публіциста переходить до А. В. Пешехонова.
У 1906 році «Російське багатство» було закрито урядом і виходило під ім'ям «Сучасних записок» і «Сучасності»; з травня 1906 колишню назву було повернуто.
З вересня 1914 до березня 1917 року за тією ж причиною журнал іменувався вже «Російськими записками».
Під час Першої світової війни журнал займав захисну позицію. Колектив журналу вороже зустрів Жовтневу революцію 1917 року, у зв'язку з чим в 1918 році журнал був остаточно закритий.